# 切雷阿
切雷阿（義大利語：Cerea），是意大利威尼托大区维罗纳省的一个市镇。总面积70.41平方公里，人口16268人，人口密度231.0人/平方公里（2009年）。国家统计（ISTAT）代码为023025。